# Hall in Tirol
Hall in Tirol je mesto in občina na Tirolskem v Avstriji.
Prvi pisni viri omenjajo kraj, ki se danes imenuje Hall in Tirol leta 1256. Hall, ki se je od leta 1938 do 1974 imenoval (Solbad Hall in Tirol) je staro mesto v zahodni Avstriji, ki leži na nadmorski višini 574 mnm nad reko Inn okoli 10 km vzhodno od Innsbrucka. Kraj se razprostira na površini 5,54 km² in šteje 11.492 prebivalcev (popis 2001). Leta 2003 je kraj, ki je dobil mestne pravice leta 1303 praznoval 700 letnico ustanovitve.
Nekaj let je v Hallu živel in deloval skladatelj in pevec Jurij Knez.

## Pobratena mesta
- Iserlohn, Nemčija
- Winterthur, Švica
- Sommacampagna, Italija

## Galerija slik
- Hall - ulica v starem mestnem jedru
- Hall - mestna hiša
- Hall - Josefskapelle